# Ophiographa postmarginata
Ophiographa postmarginata là một loài bướm đêm trong họ Geometridae.